# 8053 Kleist
8053 Kleist è un asteroide della fascia principale. Scoperto nel 1960, presenta un'orbita caratterizzata da un semiasse maggiore pari a 2,3850335 UA e da un'eccentricità di 0,1629879, inclinata di 1,57224° rispetto all'eclittica.